# Canadian Journal of Soil Science
Das Canadian Journal of Soil Science (abgekürzt Can. J. Soil Sci.) ist eine wissenschaftliche Fachzeitschrift, die vierteljährlich im Peer-Review-Verfahren bei Canadian Science Publishing erscheint. Die Zeitschrift aus dem Bereich der Bodenkunde erschien erstmals 1957 und ging aus der Aufspaltung des Canadian Journal of Agricultural Science hervor. Dieses erschien ab 1921, zunächst noch unter dem Titel Scientific Agriculture / La revue agronomique canadienne. Thematisiert werden Beiträge aus den Bereichen Bodenbiologie, -physik und -chemie, Nutzung, Bewirtschaftung und Entwicklung von Böden, Wechselwirkungen zwischen Boden und Umwelt, Landgewinnung und Schadstoffsanierung. Der Impact Factor lag 2023 bei 1,5. Chefredakteure der Zeitschrift sind M. Anne Naeth von der University of Alberta und Judith Nyiraneza von Agriculture and Agri-Food Canada.